# Rodrigo Falsario
Rodrigo Falsario – filipiński zapaśnik w stylu klasycznym i wolnym.
Zajął 16 miejsce w mistrzostwach świata w 1991. Brązowy medalista igrzysk Azji Południowo-Wschodniej i srebrny mistrzostw Azji Południowo-Wschodniej w 1997. Pierwszy w Pucharze Azji i Oceanii w 1993 i trzeci w 1998 roku.